# Nunkirche (Sargenroth)

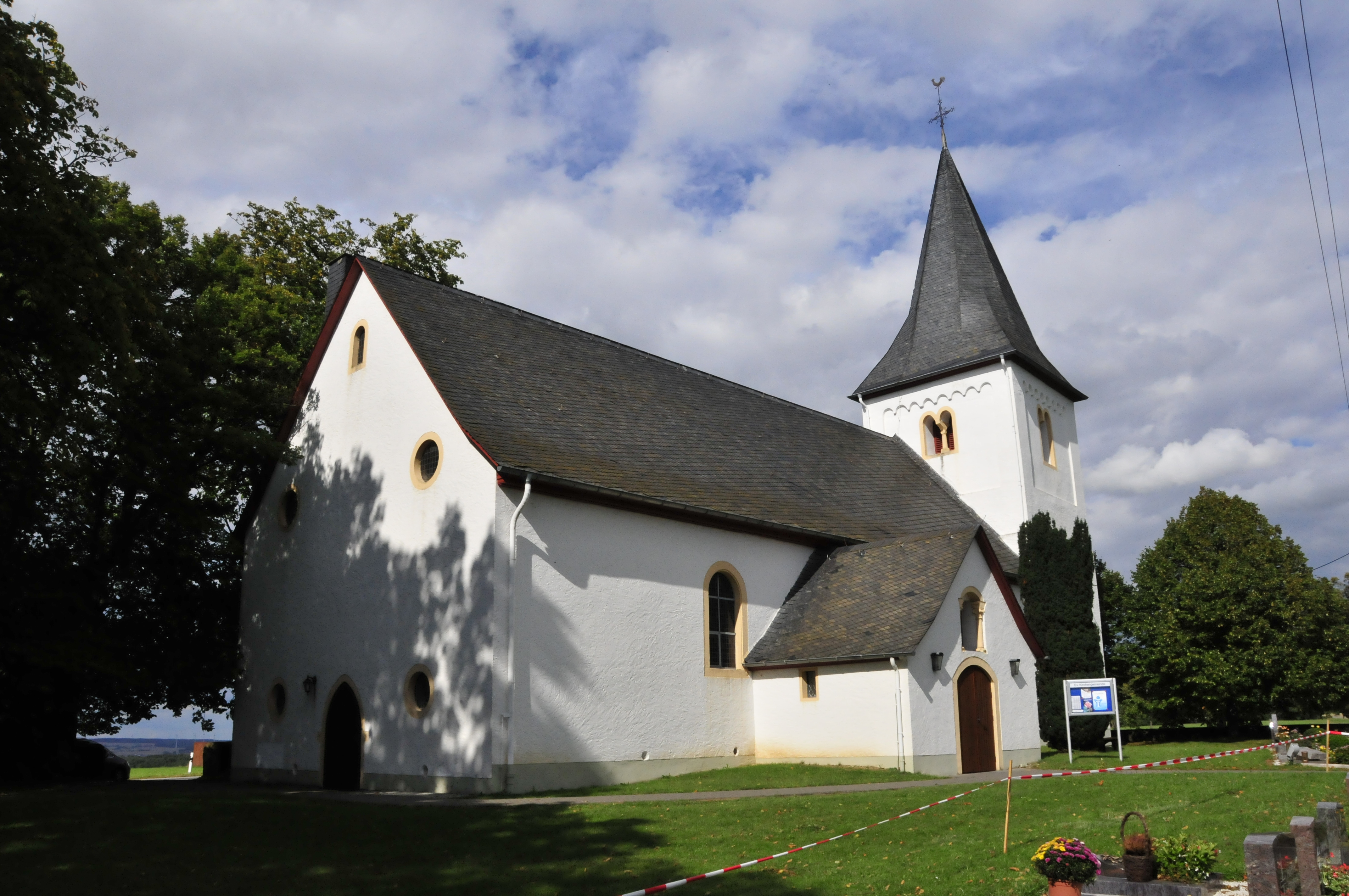
Nunkirche bei Sargenroth im Hunsrück

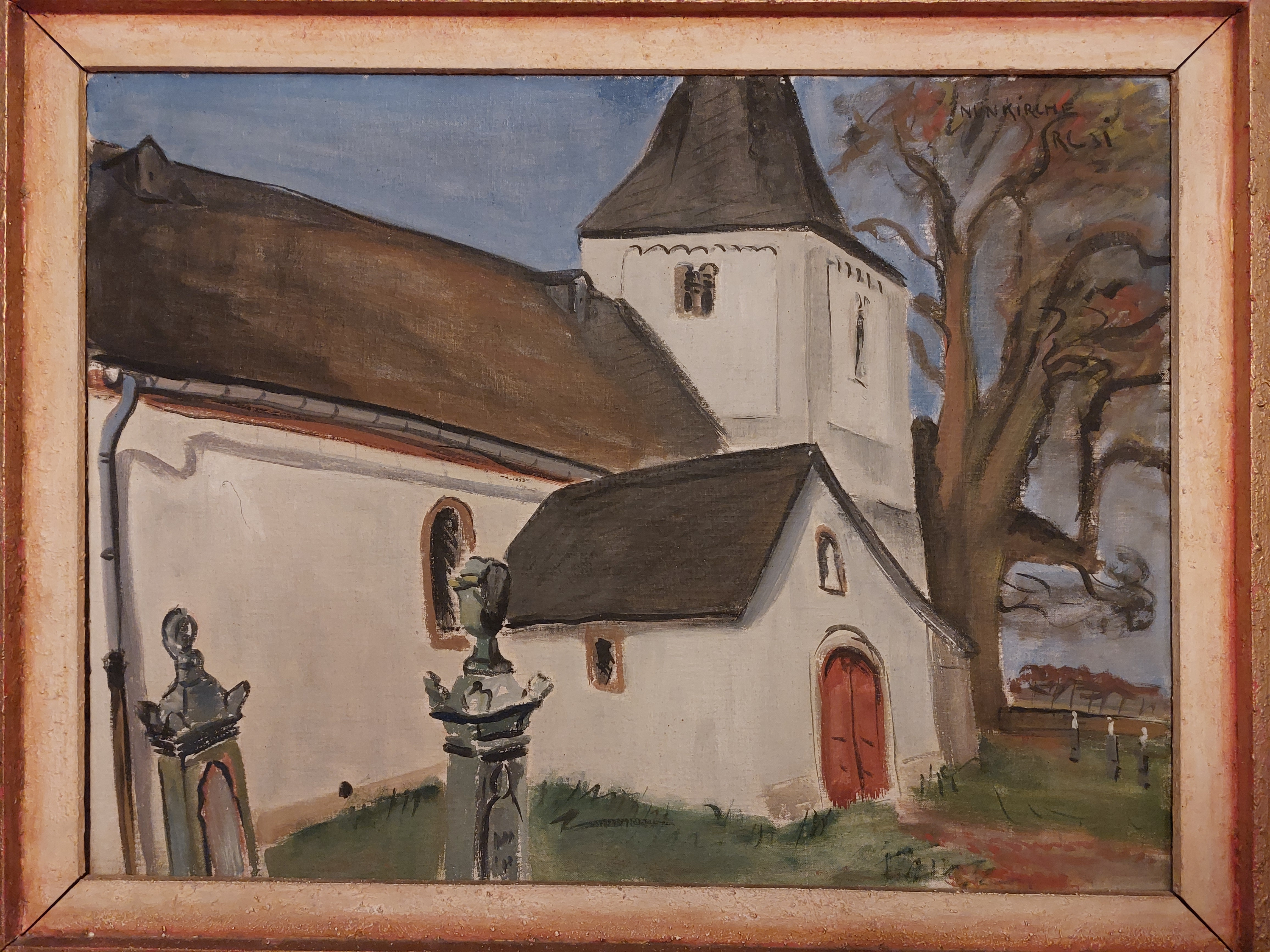
Nunkirche, Gemälde von Robby Camphausen, 1931

Die evangelische Nunkirche (Nuwe Kirche, neue Kirche) ist eine romanische Wallfahrtskirche und eines der markanten Wahrzeichen der Hunsrückhöhen.

## Geografie
Die Nunkirche liegt auf einer Anhöhe zwischen dem Simmerbachtal und dem Soonwald unmittelbar am Dorfrand von Sargenroth. Direkt östlich grenzen das mit Orchideen bewachsene Rochusfeld und der Bismarckturm an die Nunkirche an.

## Geschichte
Die ursprüngliche Kirche wurde um die erste Jahrtausendwende im Auftrag von Erzbischof Willigis aus Mainz gebaut, um die Mainzer Ansprüche im Bereich des Hunsrücks gegenüber den Trierer Kurfürsten zu manifestieren. Die erste Erwähnung findet sich 1072 als Eigenkirche des Gaugrafengeschlechts der Bertholde.
Die Nunkirche gilt als Mutterkirche des nahen Klosters Ravengiersburg. Im Mittelalter fanden unter freiem Himmel Hundertschaftsgerichte (Hundgedinge) statt, die Kirche selbst entwickelte sich zur Wallfahrtskirche mit einem Rochus-Patrozinium. Bereits im Mittelalter erhielt sie den Status einer Pfarrkirche. 
Mit der Reformation vom 16. Juli 1557 wurde der lutherische, 1598 schließlich der reformierte Gottesdienst eingeführt. 1626 vertrieb die Gegenreformation den reformierten Pfarrer. Erst 1688 ist mit Y. Kirchhoffer wieder ein reformierter Pfarrer nachweisbar. Doch erreichten die Katholiken im Umfeld der Orléansschen Kriege die Einführung eines Simultaneums. Erst seit 1706 ist die Kirche kontinuierlich Pfarrkirche der heute zum evangelischen Kirchenkreis Simmern-Trarbach gehörenden Sargenrother Kirchengemeinde.
Die 12-registrige Orgel wurde 1886 von der Hunsrücker Orgelbauerfamilie Stumm gefertigt.
Auf dem mit seltenen Orchideen bewachsenen Rochusfeld zwischen Nunkirche und Bismarckturm findet der traditionelle Nunkircher Markt (Ungerischer Maard) am ersten Dienstag und Mittwoch im September statt. Am Sonntag vor dem Markt wird das alljährliche Gaubergfest des Turngaues Hunsrück durchgeführt. Der heute noch stattfindende Markt gilt als der älteste Jahrmarkt im Hunsrück.

## Bau

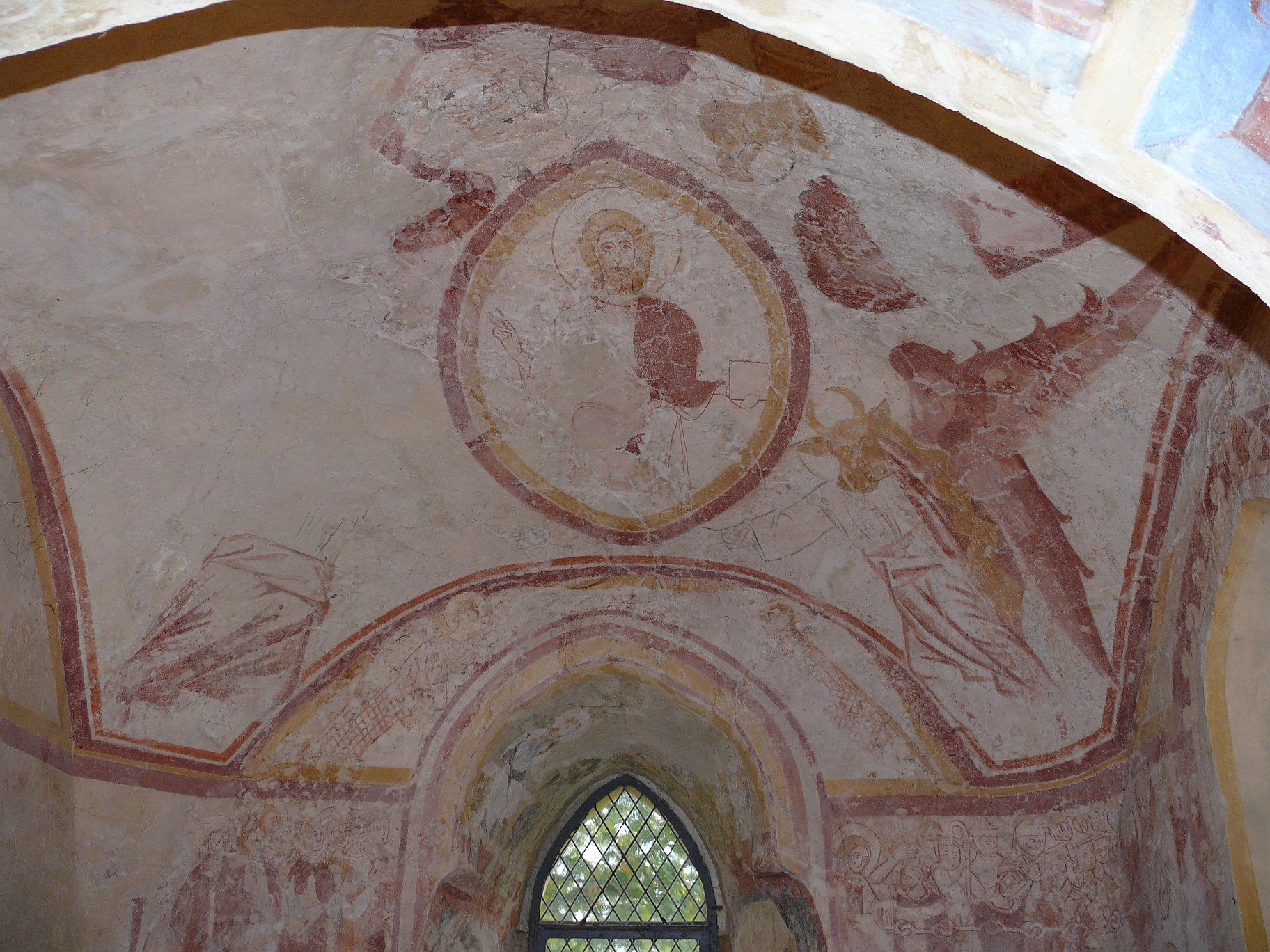
Fresken: Thronender Jesus

Der romanische Chorturm ist zweigeschossig angelegt. Das Erdgeschoss war früher der Chorraum der Kirche. Fenstereinlassungen im Erdgeschoss sind bereits gotisch geprägt. 1896 wurden im Erdgeschoss und 1935 im Chorbogen Fresken aus dem 13. und 14. Jahrhundert entdeckt. Das früheste Fresko zeigt im Gewölbe den thronenden Christus. Die übrigen Malereien stellen das Jüngste Gericht mit Seligen und Verdammten dar. Ein in Sandstein gehauenes Wasserbecken aus romanischer Zeit befindet sich in der Südwand des Turmgeschosses. Bei Renovierungen wurde ein Tonplattenboden freigelegt, der Zeichen und Bilder aufweist.
In den orléansschen Kriegen hatte die Kirche Schaden genommen. Sie wurde ab 1745 wieder aufgebaut. So stammen das 20,9 m × 9 m große Langschiff und die Vorhalle aus der Barockzeit, zwei Kapitelle an der Vorhalle hingegen aus der Romanik. Die Kanzel an der Stirnwand des Langhauses wurde im 18. Jahrhundert gefertigt. Die Empore auf der gegenüberliegenden Seite erhielt 1898/1899 die heutige Größe.
Tilmann von Hachenburg goss 1460 mindestens eine Glocke für die Nunkirche. Sie war eine der beiden, die von französischen Soldaten bei einem Angriff auf St. Goar 1693 abtransportiert wurden. Als 1840 eine Glocke beim Trauergeläute für den preußischen König Friedrich Wilhelm III. zersprang, wurde sie umgegossen. 1917 wurden schließlich die Glocken für Kriegszwecke eingeschmolzen. Seit 1924 besteht das Geläut aus drei vom Bochumer Verein gegossenen Stahlglocken.